# Сіньков Михайло Михайлович
Сіньков Михайло Михайлович (1 липня 1937, Дунаївці — 29 липня 2016, Хмельницький) — український майстер народної творчості, будівельник, відомий виготовленням макетів церков у масштабі з тростини.

## Життєпис
Михайло Сіньков народився 1 липня 1937 року в Дунаївцях у багатодітній родині робітників. У ранньому дитинстві втративши батька, залишився єдиним чоловіком у родині. З дитинства у хлопця проявлявся талант до малювання та майстрування.
У 1955 році Михайло Сіньков пішов служити до армії, де також знайшлося застосування його вмінням: ремонт взуття, будівництво, малювання. Під час строкової служби Михайло отримав фах військового будівельника і поїхав на будівництво до Одеської області, де пробув 10 років. Протягом цього періоду він отримав вищу освіту за фахом будівельника у тодішньому Ленінграді. У 1961 році майстер одружився зі своєю землячкою Галиною.
У 1962 році у Сінькових народився старший син Юрій і родина переїхала до Хмельницького. З того часу Михайло Михайлович займався сільським будівництвом, будівництвом житлових будинків, висотних заводських труб. У 1969 році в родині народився молодший син Руслан.
У 1992 році Михайло Михайлович вийшов на пенсію і зайнявся творчою роботою. Після відвідання Андріївського узвозу він був вражений різноманітними виробами майстрів і вирішив творити власні оригінальні вироби. Такими виробами стали мініатюрні храми з тростини — абсолютні копії існуючих храмів, зменшені у 50 разів.